# Tor Andræ

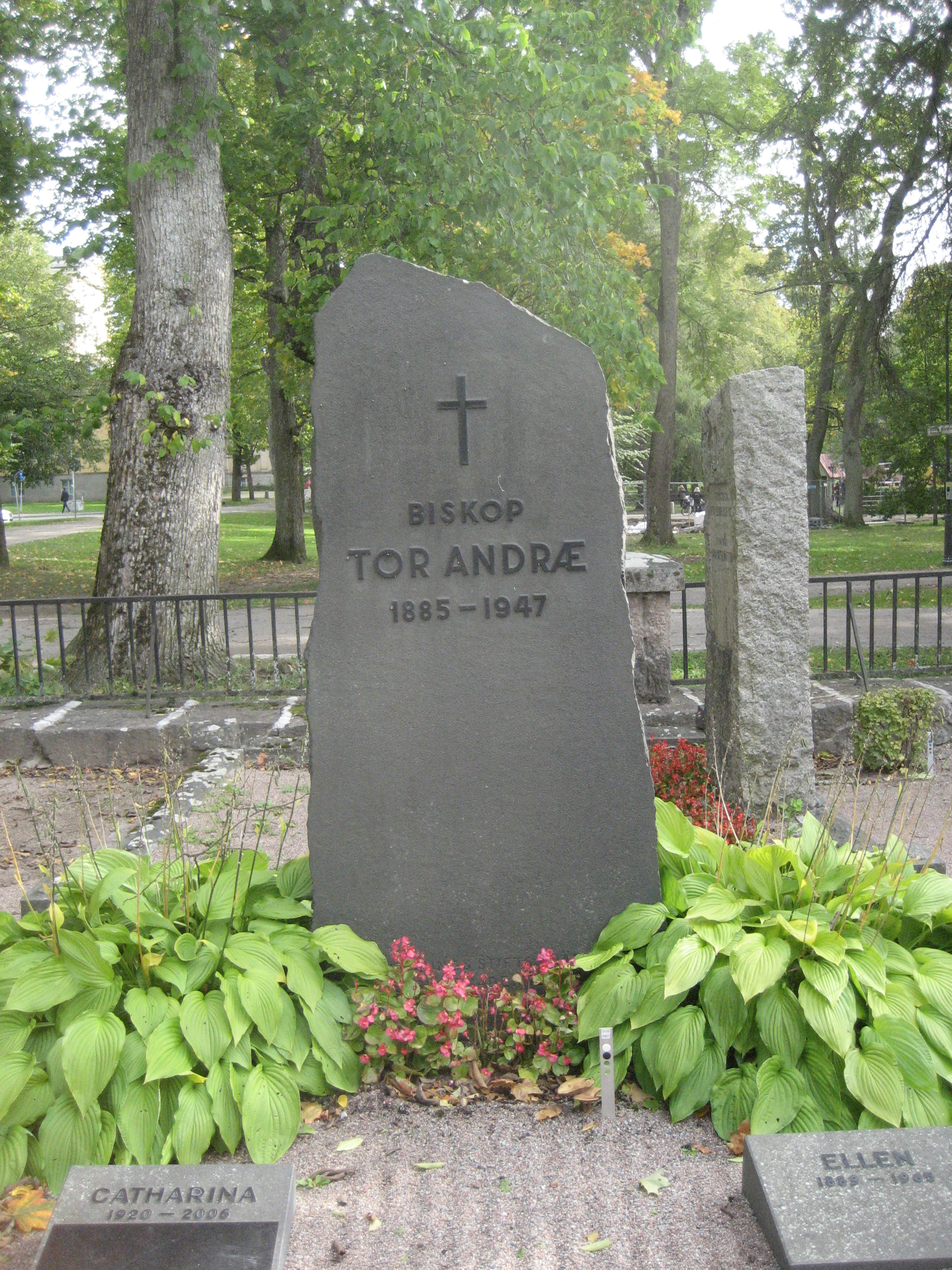
Tor Andræs grav i Uppsala

Tor Julius Efraim Andræ, född 9 juli 1885 i Vena församling i Kalmar län, död 24 februari 1947 i Linköping, var en svensk kyrkoman, religionshistoriker och orientalist, vid sin död biskop i Linköpings stift (1936–1947).

## Biografi
Efter studentexamen i Linköping 1903 studerade Andræ vid Uppsala universitet där han blev filosofie kandidat i semitiska språk och litteraturhistoria 1906. Andræ blev teologie licentiat 1912 och utnämndes året efter till komminister i Delsbo samt 1915 till komminister i Gamla Uppsala. Efter att ha promoverats till teologie doktor 1921 blev han kyrkoherde i Gamla Uppsala 1924. Mellan 1927 och 1929 innehade han tjänsten som professor i religionshistoria vid Stockholms högskola och var därefter professor i teologiska prenotioner och teologisk encyklopedi vid  Uppsala universitet från 1929 fram tills han 1936 utnämndes till biskop.
Som akademiker blev Andræ en mycket framstående kännare av islam och Muhammeds liv och gärning och räknas som en av den västerländska islamforskningens portalgestalter. Som forskare var han också banbrytare för den svenska religionspsykologiska forskningen
År 1936 utnämndes han till biskop i Linköpings stift. När Bondeförbundets partiledare Axel Pehrsson-Bramstorp samma år bildade "semesterregeringen" inträdde Andræ på posten som statsråd och chef för ecklesiastikdepartementet. Denna regering satt dock bara några månader sommaren 1936. Andræ deltog i slutredigerandet av 1937 års psalmbok och 1942 års kyrkohandbok (1936–1941).
Efter Nathan Söderbloms bortgång invaldes Andræ 1932 i Svenska Akademien. År 1935 blev han ledamot av Vitterhetsakademien.
Tor Andræ var son till kyrkoherden Anders Johan Andræ och Ida Nilsson.Han var bror till Eskil Andræ och farbror till Seth Andræ. Han gifte sig 1913 med Ellen Gustafsson (1889–1965), dotter till målarmästaren Per Erik Gustafsson och Sophia Katarina Nielsén. De fick sönerna Håkan Andræ (1914–2014), Staffan Andræ (1916–1996),  Anders Johan Andrae (1919–2000) och Carl Göran Andræ (1930–2019).
Tor Andræ gravsattes den 2 mars 1947 på Uppsala gamla kyrkogård.

## Forskning
Få har som Andræ (före 1955) kunnat analysera de psykologiska faktorerna i en personlighets religiösa utveckling. Dock nådde han högre som religionshistoriker. Han hade tidigt kommit att ta avstånd från det ännu under 1920-talet dominerande evolutionistiska betraktelsesättet, även om han inte framlagt någon samlad kritik.
Inom islamforskningen gjorde han banbrytande insatser förutom genom sin avhandling, med arbetena Der Ursprung des Islams und das Christentum (1926) och Muhammed (1930). Det sistnämnda arbetet har från svenska översatts till tyska, engelska, italienska och spanska samt rönte vid dess utgivning en utomordentlig uppskattning som den bästa tillgängliga Muhammedbiografin. Hans islamforskning fortsatte och 1945 höll han Olaus Petri-föreläsningar i Uppsala över den äldre islamiska mystiken, ett tema som under en följd av år stått i centrum för hans intresse där hans forskning och gav honom ett internationellt erkännande.
Andræ blev teologie hedersdoktor i Dorpat, Oslo, Halle och Strasbourg.